# مضرمة اللهب (رواية)
مُضرمة اللهب (بالإنجليزية: Firestarter)‏ هو عنوان رواية رعب وخيال علمي للكاتب ستيفن كينغ، نُشرت لأول مرة في سبتمبر عام 1980. نُشرت مقتطفات من الرواية في مجلة أومني في شهرَي يوليو وأغسطس من عام 1980. رُشِحت الرواية في عام 1981 لنيل جائزة الخيال البريطانية، وجائزة لوكوس، وجائزة بالروغ، بصفتها أفضل رواية. حُوّلت الرواية إلى فيلم في عام 1986.
الرواية مهداة إلى الكاتبة شيرلي جاكسون: «في ذكرى شيرلي جاكسون، التي لم تكن بحاجة إلى أن ترفع صوتها».

## ملخص الحبكة
تُطارد وكالة استخبارات حكومية تعرف باسم «المتجر» آندي مكغي وابنته تشارلين «تشارلي». شارك آندي خلال سنوات دراسته الجامعية في تجربة أجراها المتجر على عقار يُسمى «لوت 6» ذي تأثيرات مهلوسة مشابهة لتأثيرات عقار «إل إس دي». أعطى الدواء زوجة آندي المستقبلية فيكتوريا توملينسون قدرات طفيفة على التخاطر، وأعطى آندي قدرةً تخاطرية تتجلى في السيطرة على العقول، وأطلق عليها تسمية «الدفعة». يصبح لدى كليهما قدرة على التخاطر فيما بينهما. كانت قدرات آندي وفيكي محدودة فيزيولوجيًا، أي أن الافراط في استخدامه للدفعة يصيبه بآلام صداع نصفي مبرحة ونزوف دماغية دقيقة. تتطور لدى ابنتهما تشارلي قدرة مخيفة على التحكم الذهني بالنار.
تبدأ الرواية في منتصف الأحداث عندما يكون تشارلي وآندي هاربَين من عملاء المتجر في مدينة نيويورك، بعد سلسلة محاولات قام بها المتجر لإلقاء القبض على آندي وتشارلي تبعت هجومًا كارثيًا على عائلة مكغي في أحد ضواحي أوهايو. بعد سنوات من مراقبة المتجر العائلةَ، تؤدي عملية فاشلة تهدف لأخذ تشارلي إلى مقتل والدتها، فيهرع آندي في حينها عائدًا إلى منزله بعد تلقيه ومضة تخاطريةً في أثناء تناوله الغداء مع زملائه ليجد زوجته مقتولة وابنته مختطفة. يستخدم الدفعة في تلك الأثناء لتعقب أثر تشارلي وعملاء المتجر، ويجدهم في استراحة على الطريق السريع. يستخدم الدفعة ليشل قدرات عملاء المتجر، ويعمي بصر أحدهم ويترك البقية في غيبوبة. تهرب تشارلي وآندي ويبدآن حياة هرب وتخفٍّ مستخدمين هوياتٍ مزيفة. يتنقلان مرات عديدة لتجنب اكتشافهما إلى أن يجدهما عملاء المتجر في نيويورك.
يتمكن الاثنان من الهرب عبر ألباني (نيويورك) بالاعتماد على الدفعة، وقدرة تشارلي، والتنقل عبر السيارات الخاصة المسافرة، ويلتجئان لدى مزارع يدعى إيرف ماندرز بالقرب من البلدة التخيلية هاستينغ غلين (نيويورك). ومع ذلك، يتعقبهما عملاء المتجر، الذين يحاولون قتل آندي وأخذ تشارلي في مزرعة ماندرز. تطلق تشارلي قدرتها تبعًا لتعليمات آندي وتحرق المزرعة برمتها، وتردع العملاء وتقتل بعضهم. يهرب الأب وابنته إلى فيرمونت بعد عدم امتلاكهما مكانًا آخر للذهاب إليه، ويلتجئان إلى كوخ كان في الماضي ملكًا لجد آندي.
بعد الفشل المريع لعملية المزرعة، يعين مدير المتجر، النقيب جيمس هوليستر الملقب بِكاب، قاتلًا مأجورًا يُدعى جون رينبرد لإلقاء القبض على الهاربَين. ينتمي رينبرد لقبيلة شيروكي، وهو محارب قديم في فيتنام. يُفتن ريبنرد بقدرات تشارلي ويصبح مهووسًا بها في النهاية، ويقرر أن يصادقها ويقتلها في النهاية. تنجح العملية هذه المرة، ويستطيع المتجر أخذ كل من آندي وتشارلي.
يُفصَل الأب عن ابنته ويُسجنان في مقر المتجر الواقع في ضاحية لونغمونت (فيرجينيا) التخيلية التابعة للعاصمة واشنطن. يصبح آندي بعد تحطم معنوياته بدينًا ومدمنًا على المخدرات، ويتبين أنه قد خسر قدراته ويعتبره المتجر عديم الفائدة. على أي حال، ترفض تشارلي بتحدٍّ التعاونَ مع المتجر ولا تظهر قدراتها لهم. تمضي ستة أشهر إلى أن يؤمّن انقطاع في التيار الكهربائي نقطة تحول لكل منهما: يستعيد آندي المريض والخائف الذي يشعر بالأسى على نفسه الدفعةَ الخاصة به إلى حد ما، دافعًا اللاوعي لديه للتغلب على الإدمان، ويتمكن رينبرد الذي كان متنكرًا بصفة عامل تنظيفات بسيط من مصادقة تشارلي وكسب ثقتها.